# Ondata di piacere
Ondata di piacere è un film del 1975, diretto da Ruggero Deodato.

## Trama
Il ricco e cinico industriale Giorgio e la sua amante ricevono sul loro yacht una giovane coppia per il fine settimana. Tra qualche immersione in alto mare e lo scambio di coppie tra i quattro, la crociera procede tranquillamente fino a quando Giorgio non rischia di annegare mentre è in immersione.

## Produzione
Il film è stato girato in buona parte a Cefalù. Le riprese subacquee sono state girate con la consulenza di Enzo Bottesini.